# ریکو یوشیدا
ریکو یوشیدا (انگلیسی: Reiko Yoshida; ۳۱ دسامبر ۱۹۶۷ – ) فیلم‌نامه‌نویس اهل ژاپن بود.